# Regimentul 21 Artilerie (1916-1918)
Regimentul 21 Artilerie a fost o unitate de artilerie de nivel tactic, care s-a constituit la 14/27 august 1916, prin mobilizarea unităților și subunităților existente la pace. Regimentul era dislocat la pace în garnizoana Caracal. :p. 373 
Regimentul a făcut parte din organica Diviziei 11 Infanterie. La intrarea în război, Regimentul 21 Artilerie a fost comandat de colonelul Dumitru Pașalega. Regimentul 21 Artilerie a participat la acțiunile militare pe frontul român, pe toată perioada războiului, între 14/27 august 1916 - 28 ocotmbrie/11 noiembrie 1918.

## Participarea la operații

### Campania anului 1917
În campania din anul 1917 Regimentul 21 Artilerie a făcut parte din organica Brigăzii 11 Artilerie alături de  Regimentul 26/1 Obuziere, participând la acțiunile militare în dispozitivul de luptă al Diviziei 11 Infanterie, în principal la Bătălia de la Mărășești. În această campanie, regimentul a fost comandat de colonelul Constantin Mărculescu.

## Comandanți
- Colonel Dumitru Pașalega
- Colonel Constantin Mărculescu